# A Hundred Yards Over the Rim
"A Hundred Yards Over the Rim" is een aflevering van de Amerikaanse televisieserie The Twilight Zone.

## Plot

### Opening
The year is 1847, the place is the territory of New Mexico, the people are a tiny handful of men and women with a dream. Eleven months ago, they started out from Ohio and headed west. Someone told them about a place called California, about a warm sun and a blue sky, about rich land and fresh air, and at this moment almost a year later they've seen nothing but cold, heat, exhaustion, hunger, and sickness. This man's name is Christian Horn. He has a dying eight year-old son and a heartsick wife, and he's the only one remaining who has even a fragment of the dream left. Mr. Chris Horn, who's going over the top of a rim to look for water and sustenance and in a moment will move into the Twilight Zone.
— Rod Serling

### Verhaal
In het jaar 1847 is Chris Horn een van de begeleiders van een kleine karavaan die van Ohio naar Californië reist. Horns vrouw en jonge zoon Christian reizen ook mee. Wanneer zijn zoon een ernstige ziekte oploopt, gaat Chris alleen op zoek naar een medicijn.
Hij belandt op mysterieuze wijze in het New Mexico van 1961. Verbaasd over alles wat hij ziet, belandt hij bij een tankstation, waar de behulpzame eigenaar hem de medicijnen geeft. Al snel belandt Chris in problemen met de autoriteiten en kan maar net terug ontsnappen naar zijn eigen tijd en zijn zieke zoon.
Gedurende zijn korte bezoek aan de 20e eeuw ziet Chris een encyclopedie en leest hierin over "Christopher Horn, Jr.", die eind 19e eeuw een beroemd arts werd. Chris beseft zo dat zijn zoon niet alleen zal genezen, maar het ook ver zal schoppen.

### Slot
Mr. Christian Horn, one of the hardy breed of men who headed west during a time when there were no concrete highways or the solace of civilization. Mr. Christian Horn, family and party, heading west, after a brief detour through the Twilight Zone.
— Rod Serling

## Rolverdeling
- Cliff Robertson: Chris Horn
- John Crawford: Joe
- Miranda Jones: Martha Horn
- Evans Evans: Mary Lou
- John Astin: Charlie
- Edward Platt: Dokter

## Trivia
- Deze aflevering is verkrijgbaar op volume 10 van de dvd-set.
- Het Amerikaanse New Mexico bestaat pas sinds 1850, drie jaar nadat deze aflevering zich zogenaamd zou afspelen.